# Павловский (Алексеевский район)
Па́вловский — хутор в Алексеевском районе Волгоградской области России. Входит в Большебабинское сельское поселение.
Хутор находится на левом берегу реки Бузулук на севере района, в 6 км севернее хутора Большой Бабинский и в 17 км севернее от станицы Алексеевская, в 5 км от автомобильной дороги «Новоаннинский—Алексеевской». В 36 км северо-восточнее расположена железнодорожная станция Филоново (Новоаннинский) на линии «Волгоград—Москва».
В хуторе находятся начальная школа, магазин.
В окрестностях хутора расположен государственный памятник природы (участок леса, урочище «Остров» (ботанический, ландшафтный заказник; 238 га, типичный пойменный лес с произрастанием липы, осины с густым подлеском различных пород; эстетическое значение), пойменные луга.

## История
В 1861 году в станице был возведён Дмитриевский храм.
По состоянию на 1918 год населённый пункт являлся станицей (то есть административным центром) Павловского юрта Хопёрского округа Области Войска Донского.

## Население
1. Н/Д[5]

## Достопримечательности
В хуторе находится памятник истории регионального значения — братская могила участников гражданской войны.

## Известные люди
- Попов, Дмитрий Тимофеевич — Герой Советского Союза.
- Асеев, Николай Пудович — профессор, учёный-металлург.